# Wijken en buurten in Olst-Wijhe
De Nederlandse gemeente Olst-Wijhe is voor statistische doeleinden onderverdeeld in wijken en buurten. De gemeente is verdeeld in de volgende statistische wijken:
- Wijk 00 Olst (CBS-wijkcode:177300)
- Wijk 01 Welsum (CBS-wijkcode:177301)
- Wijk 02 Wesepe (CBS-wijkcode:177302)
- Wijk 03 Wijhe (CBS-wijkcode:177303)
- Wijk 04 Boerhaar (CBS-wijkcode:177304)
- Wijk 05 Verspreide Huizen Wijhe (CBS-wijkcode:177305)

Een statistische wijk kan bestaan uit meerdere buurten. Onderstaande tabel geeft de buurtindeling met kentallen volgens het Centraal Bureau voor de Statistiek (2008):
| CBS-buurtcode | Buurtnaam                      | Inwonertal | Opp. totaal (ha) | Opp. land (ha) | Ligging                |
| ------------- | ------------------------------ | ---------- | ---------------- | -------------- | ---------------------- |
| BU17730000    | Olst Kern                      | 4910       | 349              | 330            | Locatie in de gemeente |
| BU17730001    | Boskamp                        | 1120       | 60               | 59             | Locatie in de gemeente |
| BU17730002    | Den Nul                        | 540        | 73               | 72             | Locatie in de gemeente |
| BU17730003    | Fortmond en omgeving           | 100        | 170              | 150            | Locatie in de gemeente |
| BU17730006    | Verspreide huizen Duur         | 180        | 638              | 560            | Locatie in de gemeente |
| BU17730007    | Verspreide huizen Middel       | 210        | 412              | 410            | Locatie in de gemeente |
| BU17730008    | Verspreide huizen Overwetering | 310        | 1054             | 1046           | Locatie in de gemeente |
| BU17730009    | Verspreide huizen Hengforden   | 490        | 1328             | 1270           | Locatie in de gemeente |
| BU17730100    | Welsum en omgeving             | 600        | 883              | 814            | Locatie in de gemeente |
| BU17730200    | Wesepe Kern                    | 570        | 49               | 49             | Locatie in de gemeente |
| BU17730209    | Verspreide huizen Wesepe       | 620        | 1264             | 1260           | Locatie in de gemeente |
| BU17730300    | Wijhe-West                     | 2750       | 201              | 180            | Locatie in de gemeente |
| BU17730301    | Wijhe-Oost                     | 2870       | 224              | 223            | Locatie in de gemeente |
| BU17730308    | Verspreide huizen Elshof       | 470        | 898              | 895            | Locatie in de gemeente |
| BU17730309    | Verspreide huizen Wijhe        | 290        | 1039             | 990            | Locatie in de gemeente |
| BU17730400    | Boerhaar kern                  | 200        | 32               | 30             | Locatie in de gemeente |
| BU17730409    | Verspreide huizen Boerhaar     | 480        | 1053             | 1047           | Locatie in de gemeente |
| BU17730507    | Verspreide huizen Marle        | 70         | 370              | 340            | Locatie in de gemeente |
| BU17730508    | Verspreide huizen Herxen       | 230        | 976              | 969            | Locatie in de gemeente |
| BU17730509    | Verspreide huizen 't Nijenhuis | 320        | 764              | 721            | Locatie in de gemeente |